# Макаренков, Александр Ионович
Александр Ионович Макаренков — советский хозяйственный, государственный и политический деятель.

## Биография
Родился в 1930 году в деревне Каменка. Член КПСС.
Окончил Московский лесотехнический институт, ВПШ при ЦК КПСС.
До 1958 — старший инженер, главный инженер Слободского леспромхоза Демидовского района Смоленской области.
В 1958—1963 — председатель Смоленского обкома профсоюза рабочих лесной, бумажной и деревообрабатывающей промышленности, заведующий отделом охраны труда, главный технический инспектор Смоленского областного совета профсоюзов.
В 1963—1965 — председатель Смоленского городского комитета партийно-государственного контроля.
В 1965—1972 — первый секретарь Заднепровского райкома КПСС города Смоленска.
В 1972—1974 — секретарь Смоленского горкома КПСС.
В 1974—1983 — первый секретарь Смоленского горкома КПСС.
Делегат XXV и XXVI съездов КПСС.
Умер в 2009 году в Смоленске.

## Награды
- Орден Трудового Красного Знамени (29.03.1976)
- Орден Знак Почёта (05.04.1971)